# Hoffmannia tuerckheimii
Hoffmannia tuerckheimii är en måreväxtart som beskrevs av John Donnell Smith. Hoffmannia tuerckheimii ingår i släktet Hoffmannia och familjen måreväxter.
Artens utbredningsområde är Guatemala. Inga underarter finns listade i Catalogue of Life.